# Nelson Rockefeller

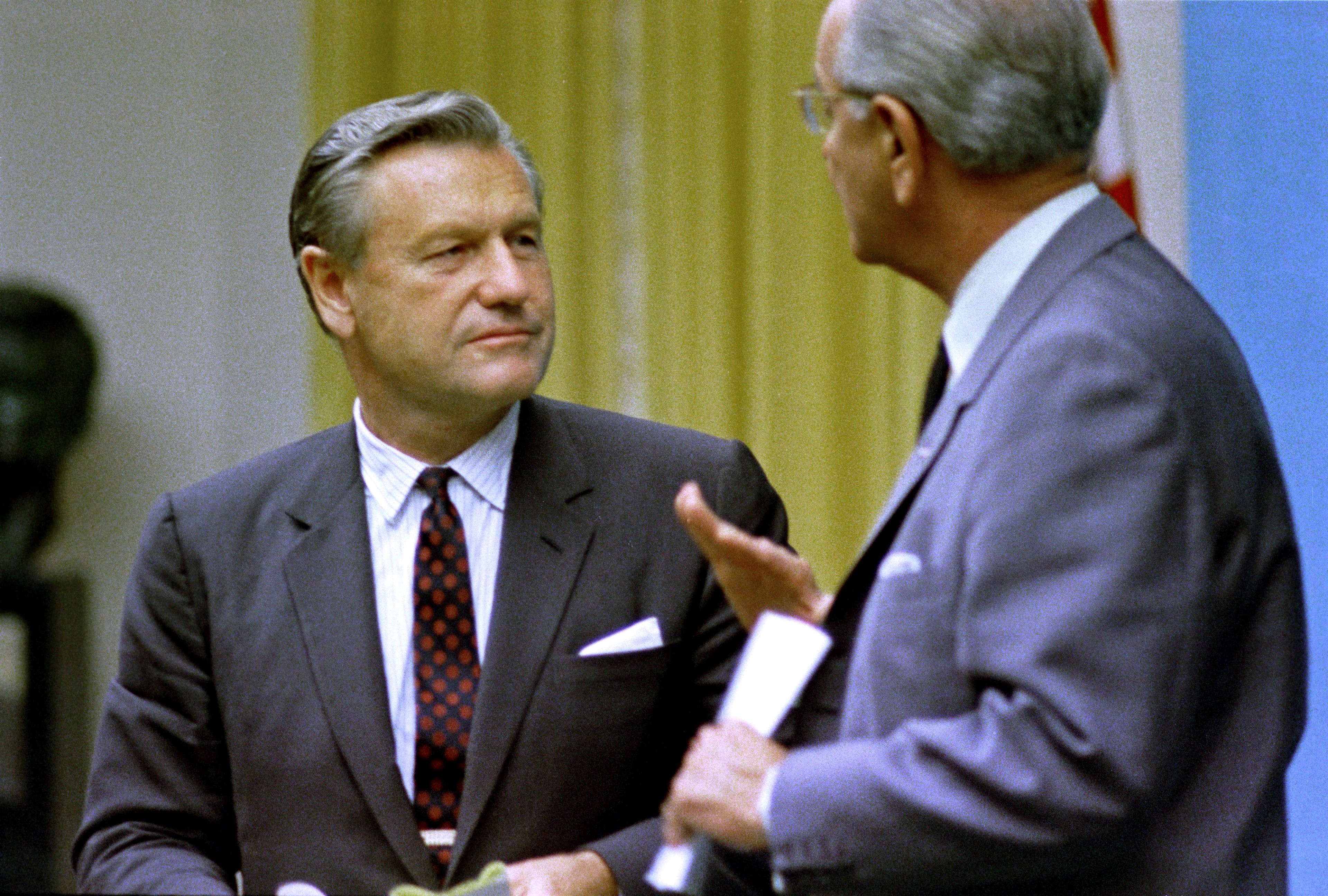
Guvernör Nelson Rockefeller samtalar med president Lyndon B. Johnson år 1968

Nelson Aldrich Rockefeller, född 8 juli 1908 i Bar Harbor i Maine, död 26 januari 1979 i New York i New York, var en amerikansk politiker (republikan). 
Rockefeller var New Yorks guvernör mellan 1959 och 1973 och valdes om fyra gånger. Han drev som sådan igenom byggandet av Lincoln Center och World Trade Center i New York samt Empire State Plaza i delstatshuvudstaden Albany som postumt namngivits efter honom. Begreppet Rockefellerrepublikan myntades efter honom.
Han tillträdde som USA:s vicepresident 1974 under Gerald Ford, som blev president efter att Richard Nixon avgått i samband med Watergateaffären.

## Biografi
Nelson Rockefeller var son till filantropen John D. Rockefeller Jr. och barnbarn till John D. Rockefeller som grundade Standard Oil som var källan till familjeförmögenheten. Morfadern var Nelson W. Aldrich som var senator för Rhode Island i USA:s senat.
1930 tog han en bachelorexamen i nationalekonomi från Dartmouth College. Han kom därefter att arbeta i familjeföretag som banken Chase. 1940 utsågs han av USA:s president Franklin D. Roosevelt till att leda Office of the Coordinator of Inter-American Affairs för att stärka diplomatiska och kulturella förbindelser mellan USA och länder i Sydamerika. Roosevelt upphöjde honom 1944 till enhetschef i USA:s utrikesdepartement för Sydamerikafrågor. Rockefeller var delegat till konferensen i San Francisco om bildandet av Förenta nationerna, men avskedades av president Harry S. Truman. Under 1950-talet var han utrikespolitisk rådgivare till president Dwight Eisenhower och utvecklad vänskap med Henry Kissinger.
Han var New Yorks guvernör från 1959 till 1973 och vann valet till guvernör fyra gånger i rad. Han sökte republikanernas kandidatur i presidentvalen 1960, 1964 och 1968, men förlorade samtliga gånger trots sin breda popularitet bland allmänheten då han av partiets konservativa högerflygel som ansåg honom vara alltför liberal. Rockefellers 14 år, 11 månader och 18 dagar som New Yorks guvernör är den längsta tid någon person har innehaft det ämbetet och den nionde längsta tid en delstatsguvernör i USA varit vid makten. Rockefeller stödde öppet dödsstraffet men bidrog till att avskaffa det när han signerade ett dekret 1967 som temporärt upphävde alla avrättningar i delstaten.
Rockefeller var den andre vicepresidenten att bli utsedd till ämbetet som vicepresident genom konstitutionens 25:e författningstillägg som möjliggör att en ny vicepresident kan utses av presidenten, med bifall av både senaten och representanthuset, ifall ämbetet blir vakant.
I 1976 års presidentval valde Gerald Ford att, istället för Rockefeller, ha Bob Dole som sin vicepresidentkandidat, efter påtryckningar från partiets konservativa flygel som ogillade Rockefeller. Men eftersom Ford förlorade valet avgick han samtidigt som Rockefeller vid presidentinstallationen 20 januari 1977 då Jimmy Carter tillträdde som president med sin vicepresident Walter Mondale. 
Ford erkände senare att ersätta Rockefeller var ett stort misstag.
Rockefeller avled den 26 januari 1979 i armarna på sin älskarinna Megan Marshak. Han avled sannolikt eftersom Marshak inte ringde ambulansen direkt utan väntade i över en timme. Hans kropp kremerades redan 18 timmar efter att han förklarats död. 
Han är begravd på familjekyrkogården (Rockefeller Family Cemetery) i Sleepy Hollow i Westchester County i New York. Han är den enda amerikanska vicepresident som ligger begravd på en kyrkogård som inte är öppen för allmänheten.

## Rockefellerrepublikan
Rockefeller betraktades under många år som ledarfiguren för den mer liberalkonservativa delen av det Republikanska partiet. Beteckningen "Rockefellerrepublikan" kom därför att beteckna liberala eller mittenorienterade republikaner eftersom Nelson Rockefeller kunde i New Yorks guvernörsval locka över väljare från Demokratiska partiet liksom de utan partiregistrering. Rockefeller beskrev sig själv som "demokratiskt hjärta med ett republikanskt huvud".
Beteckningen är fortfarande i bruk under tidigt 2000-tal, flera decennier efter Nelson Rockefellers död.

## Utmärkelser
- Frihetsmedaljen (1977)

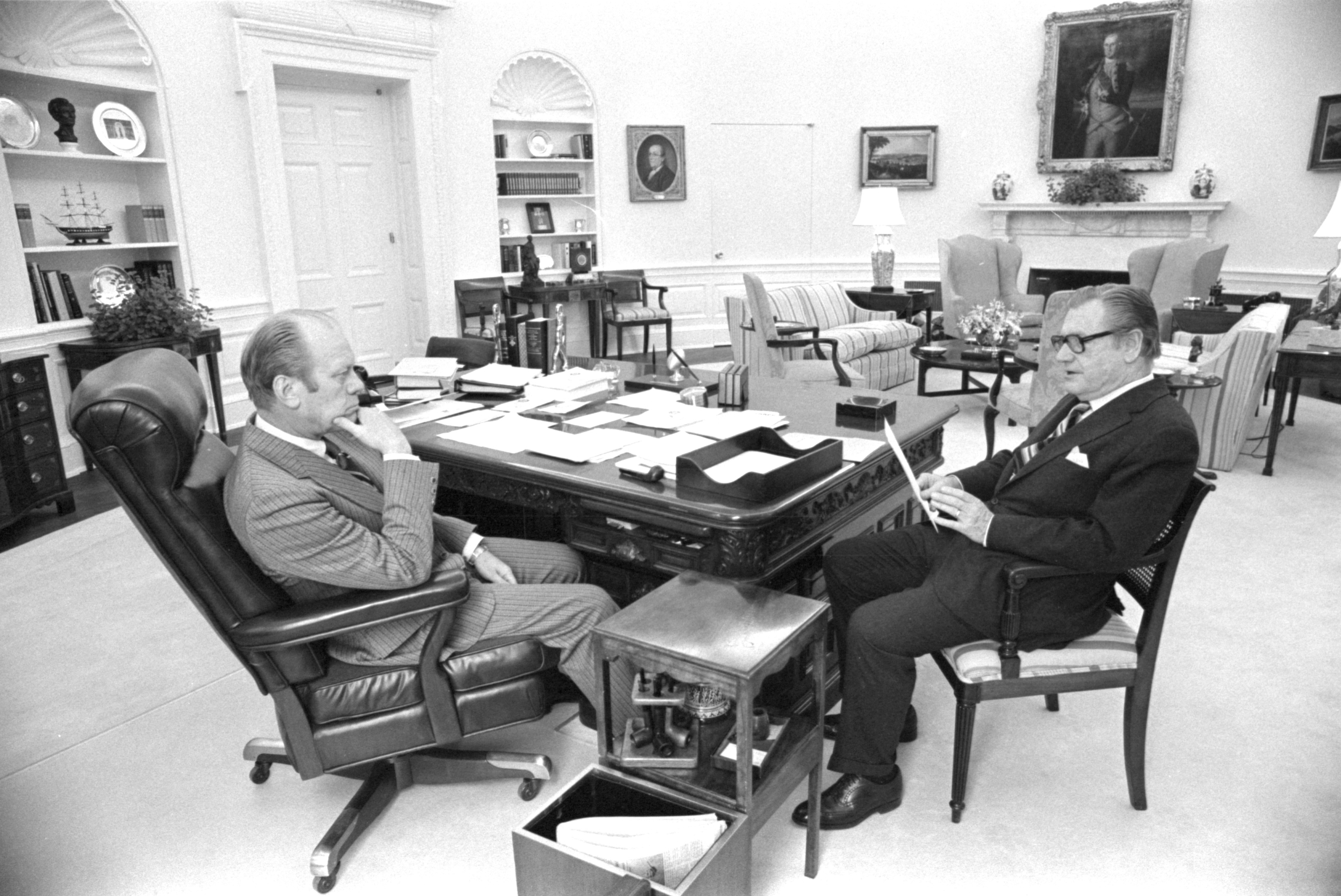
President Gerald Ford och vicepresident Nelson Rockefeller i ovala rummet, 12 mars 1975.

- Chilenska förtjänstorden (1945)
- Mexikanska Aztekiska Örnorden (1949)
- Södra korsets orden (1946)
- Kommendör av Arts et Lettres-orden (1958)
- Storkors av Leopold II:s orden (1959)
- Stora riddarkorset av Oranien-Nassauorden (1960)
- Stora riddarkorset av Vita elefantens orden (1960)
- Kommendör av Hederslegionen (1960)
- Kommendör av första graden av Dannebrogorden (1960)
- Storofficerare av Italienska republikens förtjänstorden (1962)
- Kommendör av första graden av Finlands Vita Ros’ orden (1962)